# Ascensione (Frei Carlos)
L'Ascensione è un  dipinto del frate-pittore primitivo fiammingo-portognese Frei Carlos, realizzato circa nel 1520-1530 e conservato nel Museo nazionale d'arte antica di Lisbona in Portogallo.

## Storia
Realizzato nel periodo manuelino, Frei Carlos, che fu probabilmente l'autore di una serie di pale d'altare eseguite dalla bottega di questo maestro per l'altare maggiore e cappelle laterali del convento di Espinheiro, ad Évora, e che si trova attualmente al Museo nazionale d'arte antica di Lisbona.
La paternità dell'Ascensione fu attribuita a Frei Carlos dal marchese Francisco de Sousa Holstein nel 1872. Al convento di Espinheiro, da questo ciclo di opere escono due pezzi datati 1523 e 1529.
L'Ascensione di Cristo, dipinto in cui Fra Carlos rappresenta l'episodio biblico dell'Ascensione di Gesù al cielo dopo la risurrezione come narrato negli Atti degli Apostoli (At 1,9-11), segue da vicino l'iconografia del tema trovato nella pittura portoghese del primo quarto del XVI secolo.

## Descrizione
In primo piano spicca la figura della Vergine Maria, avvolta in un ampio mantello azzurro e con il capo coperto da un velo bianco, di profilo, in orazione.
Sul lato sinistro, decentrati nella composizione, ci sono gli Apostoli che dirigono lo sguardo verso l'angelo che sta in basso con un manto bianco e grandi ali azzurre e rosa, in parte traslucide, e che sembra spiegare l'accaduto.
Un altro angelo un po' più lontano con una veste rosa si libra tra il gruppo degli Apostoli e l'immagine di Cristo, di cui si vedono i piedi e il fondo della sua veste scura che sale al cielo. Solo uno degli Apostoli, quello più lontano, sembra ancora alzare lo sguardo, mentre gli altri guardano verso l'angelo che sta in basso.
Sul lato destro della composizione è visibile un colle in cima al quale, circondato da grandi alberi, si scorgono le torri di un borgo castellato. Sullo sfondo, a dare profondità al dipinto, c'è un paesaggio di montagne dai toni azzurri e un fiume che circola verso di loro.